# Ewald Fritsch
Ewald Fritsch (* 19. Oktober 1841 in Stolp, Pommern; † 18. Mai 1897 in Leipzig) war einer der Gründer der Großeinkaufs-Gesellschaft Deutscher Consumvereine (GEG) und ihr erster Aufsichtsratsvorsitzender.

Ewald Fritsch

## Leben
Ewald Fritsch war der älteste Sohn des Buchhändlers Fritsch in Stolp. Er absolvierte das Gymnasium seiner Vaterstadt.
Er lernte in der Kolonialwarenbrache und war dann als Lagerist, Korrespondent und Buchhalter in Stettin und Hamburg und in einem Harburger Eisenwerk tätig.
In Harburg, das damals noch nicht zu Hamburg gehörte, widmete er sich dem Konsumgenossenschaftswesen. Er wurde zum Leiter des dortigen Konsumverein zu Harburg, e.G.m.b.H. bestellt.
In dieser Funktion gehörte er 1894 zu den Mitbegründern der Großeinkaufs-Gesellschaft Deutscher Consumvereine m.b.H., Hamburg (GEG). Er wurde der erste Aufsichtsratsvorsitzende der neuen Gesellschaft. Dieses Amt hatte er bis zu seinem Tod 1897 inne.
Fritsch konnte als Aufsichtsratsvorsitzender der GEG für Heinrich Kaufmann (der späteren Vaterfigur der Konsumgenossenschaftsbewegung der Hamburger Richtung) wichtige Kontakte zu den führenden deutschen Konsumgenossenschaftern herstellen.